# Katarzyna Kawa
Katarzyna Kawa (pronunciación en polaco, [kataˈʐɨna ˈkava]; nació el 17 de noviembre de 1992) es una tenista profesional polaca. Su clasificación más alta  es el puesto 112 en individual, que alcanzó el 9 de noviembre de 2020 y el puesto 64 en dobles, alcanzado en octubre de 2022. También ha ganado siete títulos individuales de la ITF.

## Vida personal
Katarzyna Kawa nació en Polonia, en Krynica-Zdrój, pero se mudó en 2013 a Poznań. Comenzó a jugar tenis a los 7 años y actualmente es entrenada por Grzegorz Garczyński.

## Títulos WTA (0; 0+0)

### Individual (0)
| Leyenda                                |
| Grand Slam (0)                         |
| WTA Finals (0)                         |
| P. Mandatory & Premier 5, WTA 1000 (0) |
| Premier, WTA 500 (0)                   |
| International, WTA 250 (0)             |

#### Finalista (1)
| N.º | Fecha               | Torneo  | Superficie    | Oponente en la final | Resultado     |
| --- | ------------------- | ------- | ------------- | -------------------- | ------------- |
| 1.  | 28 de julio de 2019 | Jūrmala | Tierra batida | Anastasija Sevastova | 6-3, 5-7, 4-6 |
| 2.  | 6 de abril de 2025  | Bogotá  | Tierra batida | Camila Osorio        | 3-6, 3-6      |

### Dobles (0)
| Leyenda                                |
| Grand Slam (0)                         |
| WTA Finals (0)                         |
| P. Mandatory & Premier 5, WTA 1000 (0) |
| Premier, WTA 500 (0)                   |
| International, WTA 250 (2)             |

#### Finalista (2)
| N.º | Fecha               | Torneo   | Superficie    | Pareja          | Oponentes en la final            | Resultado        |
| --- | ------------------- | -------- | ------------- | --------------- | -------------------------------- | ---------------- |
| 1.  | 31 de julio de 2022 | Varsovia | Tierra batida | Alicja Rosolska | Anna Danilina Anna-Lena Friedsam | 4-6, 7-5, [5-10] |
| 2.  | 3 de marzo de 2024  | Austin   | Dura          | Bibiane Schoofs | Olivia Gadecki Olivia Nicholls   | 2-6, 4-6         |

## Títulos WTA 125s

### Dobles (4–1)
| Resultado | Fecha                    | Torneos             | Superficie    | Pareja             | Oponentes                                   | Resultado        |
| --------- | ------------------------ | ------------------- | ------------- | ------------------ | ------------------------------------------- | ---------------- |
| Campeona  | 12 de junio de 2021      | Bol                 | Tierra batida | Aliona Bolsova     | Ekaterine Gorgodze Tereza Mihalíková        | 6–1, 4–6, [10–6] |
| Finalista | 2 de abril de 2022       | Marbella            | Tierra batida | Vivian Heisen      | Irina Bara Ekaterine Gorgodze               | 4-6, 6-3, [6-10] |
| Campeona  | 5 de febrero de 2023     | Cali                | Tierra batida | Weronika Falkowska | Kyoka Okamura Xiaodi You                    | 6-1, 5-7, [10-6] |
| Campeona  | 12 de agosto de 2023     | Grodzisk Mazowiecki | Dura          | Elixane Lechemia   | Naiktha Bains Maia Lumsden                  | 6-3, 6-4         |
| Campeona  | 10 de septiembre de 2023 | Bari                | Tierra batida | Anna Sisková       | Valentini Grammatikopoulou Elixane Lechemia | 6-1, 6-2         |